# Chippewa Lake Park
Chippewa Lake Park es un parque temático abandonado una vez ubicado en Chippewa Lake, Ohio, Condado de Medina. Funcionó desde 1878 hasta 1978, después de que el propietario final, Continental Business Enterprises lo cerrara debido a la falta de asistencia. Después de la clausura del parque, sus paseos y estructuras quedaron en gran parte intactos y sin mancha durante más de 35 años.

## Historia

### Andrew's Pleasure Grounds: 1875-1898
En 1875, Edward Andrews organizó un campo de pícnic y una playa bajo el nombre de Andrew's Pleasure Grounds. El parque operó con cierto éxito, pero su condición se deterioró. Con la adición de un barco de vapor y la primera montaña rusa del parque, el parque de atracciones fue traído a la vida. La montaña rusa inicial tuvo que ser empujada manualmente por la pista después de cada paseo.

### Chippewa Lake Park: 1898–1969
Mac Beach adquirió chippewa lake en 1898 y mejoró el parque inmensamente. También prohibió la venta de licores. El hijo de Mac, Parker Beach, dirigió el parque durante sus años de auge: The Roaring '20s. Durante esa década, la primera montaña rusa moderna fue construida en el parque, diseñado por Fred Pearce. Originalmente llamado el Gran Dipper, se hizo más conocido como simplemente 'el posavasos'. El parque también cuenta con un stand de banda en vivo siete noches a la semana. El parque abrió la montaña rusa de madera en 1925. La montaña rusa era una montaña rusa bastante pequeña, estimada en unos 50 pies de altura. La montaña rusa operó hasta que el parque cerró en 1978. La montaña rusa estuvo abandonada durante más de 30 años hasta que fue demolida en 2010. La familia Beach mantuvo el parque funcionando con éxito hasta la década de 1960. Eventualmente, chippewa Lake contaría con tres montañas rusas, jaulas voladoras, una noria, carrusel, Tumble Bug, salón de baile, y muchos otros paseos.

### Reventa y cierre: 1969-1978
Chippewa Lake fue adquirida por Continental Business Enterprises en 1969, y la compañía desarrolló planes para transformar el parque en más de un complejo de verano; estos planes, sin embargo, obtuvieron muy poco interés público y financiación y la mayoría de los planes fueron desechados. El parque cerraría más tarde en 1978 - que era la temporada centenaria del parque - bajo la propiedad de la compañía, debido a factores como la competencia de la cercana Cedar Point y los ahora desaparecidos parques de atracciones del Lago Geauga, así como la disminución de la producción de acero y caucho en las áreas circundantes. Era en gran parte desconocido para el público que la temporada 100 del parque sería su última; el parque cerró en secreto sin ninguna gran cobertura mediática o protesta pública masiva. Cuando el parque cerró, el ex propietario Parker Beach hizo una petición a su familia de que fuera enterrado allí cuando murió, En el documental de 2007, "Welcome Back Riders", se afirma que aunque nunca se concedió permiso & aunque no había papeles formales, hay una lápida solitaria en el parque, al final del documental, dice Ser respetuoso si intenta encontrar la tumba de Parker Beach. Que disfrute de su parque en paz. ... Está junto a la montaña rusa.

### Abandono y deterioro: 1978-2008

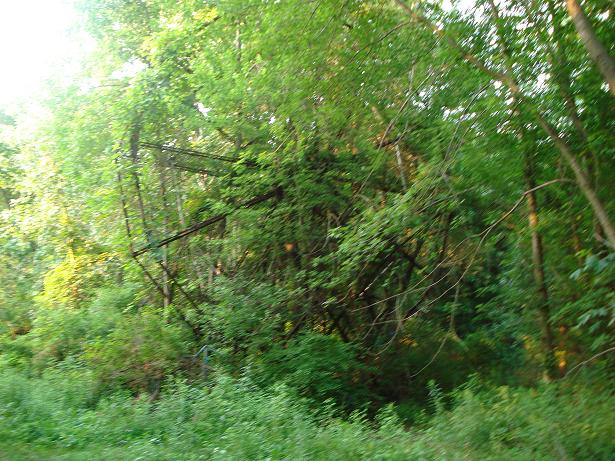
La noria del Parque en 2007, se fue de pie como muchos paseos, pero cubierto de follaje

Después del cierre del parque en 1978, el terreno en el que estaba situado el parque quedó prácticamente intacto y todos los paseos y edificios quedaron en pie, en los que hasta finales de la década de 1990 el parque permaneció en bastante buen estado y algunos de los paseos seguían siendo utilizables. En la década de 2000, sin embargo, grandes árboles comenzaron a crecer a través de paseos como la montaña rusa y la noria del parque, y varios edificios se habían derrumbado o habían sido dañados por los efectos de los elementos. Todas las estructuras en el parque se oxidaron y se pudrieron sin ninguna esperanza de reparaciones.
Lista de atracciones y atracciones:
- Rusa

- Noria

- Ferrocarril en miniatura

- Carrusel

- Casa divertida

- Error de caída

- Dodgem

- Pequeña osadita

- Himalaya

- Jaulas voladoras

- Oruga

- Scooters voladores

- Pulpo

- Inclinar un torbellino

- Cohete

- Ratón salvaje

Alrededor de las 4:00 PM del jueves 13 de junio de 2002, el salón de baile Chippewa Lake Park se incendió.
En 2008, varios otros edificios habían sufrido el destino del salón de baile, incluyendo el hotel, la sala de juegos, la casa de diversión, el puesto de cacahuetes y el edificio de mantenimiento, todos los cuales habían sido dañados o destruidos por el fuego. Sin embargo, otros paseos y estructuras todavía estaban en pie, en varios estados de mal estado. Estos incluían la montaña rusa, el Ratón Salvaje, el Pequeño Mero, el Bug De Caída, y los marcos de las Ruedas de Ferris y Jaulas Voladoras. La mayoría de los otros edificios en todo el parque estaban en varios estados de colapso debido a 30 años de abandono en este momento.
En 2008, treinta años después del cierre del parque, la tierra en la que se encontraba el parque de atracciones se puso a la venta con un precio de venta de 3,5 millones de dólares y, según el sitio web del agente inmobiliario, se vendió. La página que indicaba esto fue actualizada por última vez el 26 de marzo de 2008.
La película documental de 2007 "Welcome Back Riders" contó con Chippewa Lake Park.
La película de terror Closed for the Season, filmada en 2008 y estrenada en 2010, tuvo varias escenas rodadas en el parque de atracciones cerrado durante mucho tiempo, y contó con muchas de las atracciones abandonadas del parque como fondos.

### Demolición: 2009-2010
El 9 de septiembre de 2008, Chippewa Partners LLC anunció planes para un desarrollo en el sitio llamado "Chippewa Landing" que estaba planeado para incluir un hotel y spa, gimnasio, restaurantes, un centro de conferencias y música, pequeñas tiendas y otros lugares de entretenimiento, que se esperaba que se completara en algún momento de 2010.
Las estructuras, árboles y escombros del sitio estaban siendo demolidos y retirados a partir del 5 de abril de 2009, y se esperaba que el sitio fuera remodelado después de la finalización de la obra. Los tours de la propiedad estaban disponibles en la primavera de 2009, los sábados entre las 11 AM y las 5 PM. Afterword, los tours sólo se realizaban el segundo sábado de cada mes (13 de junio y 11 de julio), entre las 11 AM y las 5 PM.
Desde el 14 de junio de 2010, el Puesto de Hamburguesas (Stand A) y la mitad de la montaña rusa han sido demolidos.
A partir del 19 de junio de 2010: la fecha del "tour" final de la propiedad; el puesto de hamburguesas y la montaña rusa se han ido.

### El parque de hoy

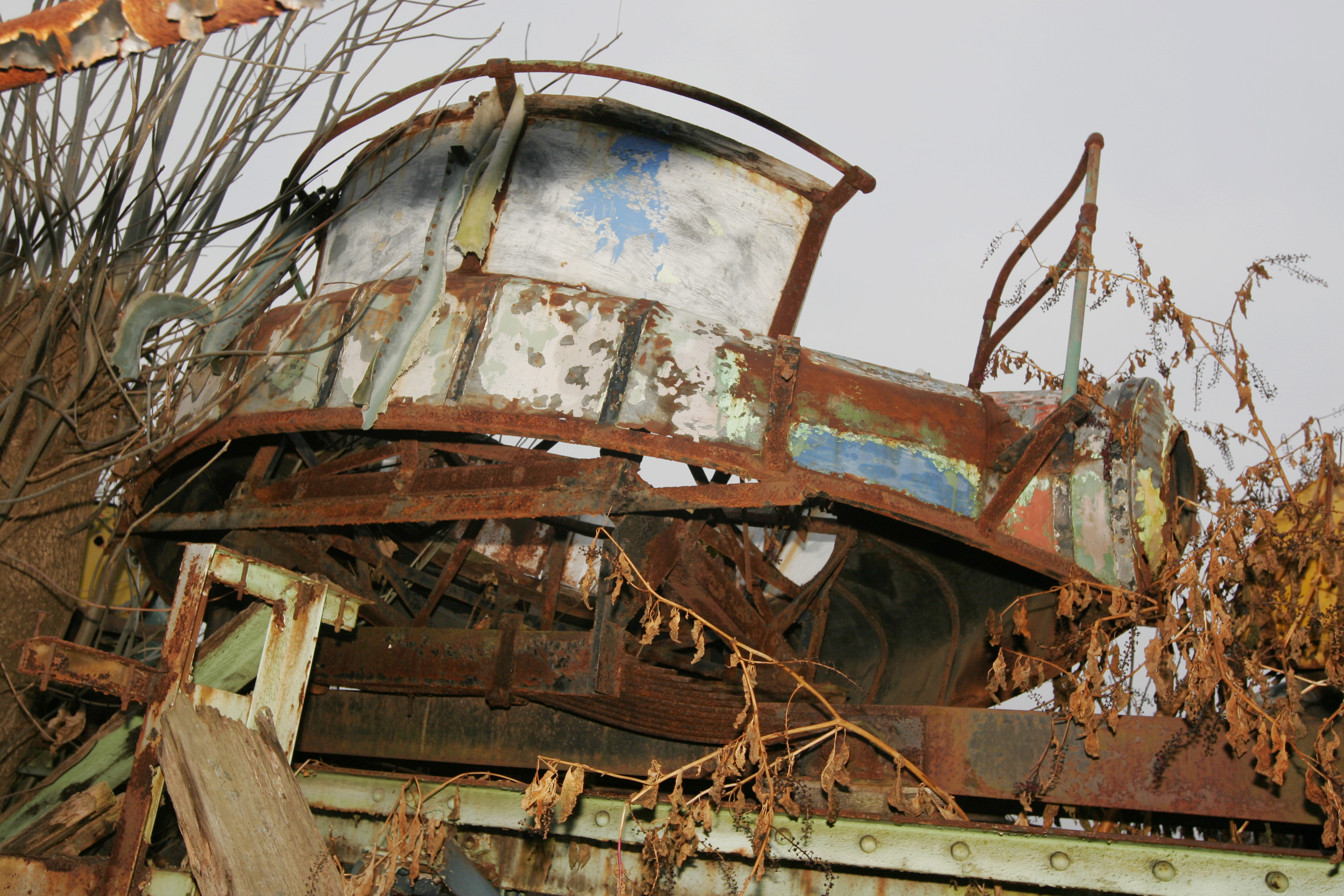
Bug tumble de Chippewa Lake Park en noviembre de 2010, después de que se detuviera la demolición de la propiedad

Al 18 de abril de 2012, los planes antes mencionados de Chippewa Partners LLC para el sitio han sido desechados debido a una demanda, y la propiedad chippewa Lake Park entró en ejecución hipotecaria.
A partir de agosto de 2012, un intento de subastar la propiedad fracasó y el follaje está empezando a recuperar el parque de nuevo.
A partir de la primavera de 2013, el Ratón Salvaje ha sido derribado.
En octubre de 2013, una organización llamada Flying Cages declaró su intención de atraer inversores para contribuir a hacer del sitio un lugar de entretenimiento al aire libre. Existe la posibilidad de que algunos de los paseos sobrevivientes puedan ser preservados como iconos del pasado.
En octubre de 2015, los actuales propietarios de la propiedad han puesto a la venta la propiedad por 3,7 millones de dólares.
A partir del 3 de mayo de 2017, Chippewa Lake Park todavía está en venta.
El 6 de diciembre de 2017, el barco de vapor Tom Sawyer fue retirado del parque y fue transportado a Tennessee, donde será restaurado a operación. Fue comprado por Jason Carver de J Beez Watercraft en 2009.
A partir de octubre de 2018, la Noria, la Pequeña Osa, las Jaulas Voladoras y los paseos tumble bug siguen en pie, junto con secciones de la vía del tren y los restos del salón de baile y otras estructuras. Los coches del Tumble Bug fueron retirados y dejados a un lado, incluyendo uno fuera de la valla, junto con el mecanismo de elevación de engranajes a la montaña rusa y algunos barriles.
En 2020, se anunció que Chippewa Lake Park renacerá como un parque del condado de Medina, que posee el adyacente lago Chippewa de 340 acres. El plan era rescatar lo que queda del parque, y usar la señalización para detallar la rica historia de la zona.